# Phonk
El phonk es un subgénero del hip hop inspirado directamente en el Memphis rap de los 90. Principalmente presente en la plataforma SoundCloud y YouTube, la música se caracteriza por samples nostálgicos de funk y de hip hop, a menudo acompañadas de voces de rap de Memphis y combinándolos con sonidos del jazz y otros estilos en versión lo-fi. Despliega técnicas de distorsión como chopped and screwed para crear un sonido más oscuro. Cabe recalcar que el phonk cuenta con más de 17 millones de oyentes en Spotify y SoundCloud.

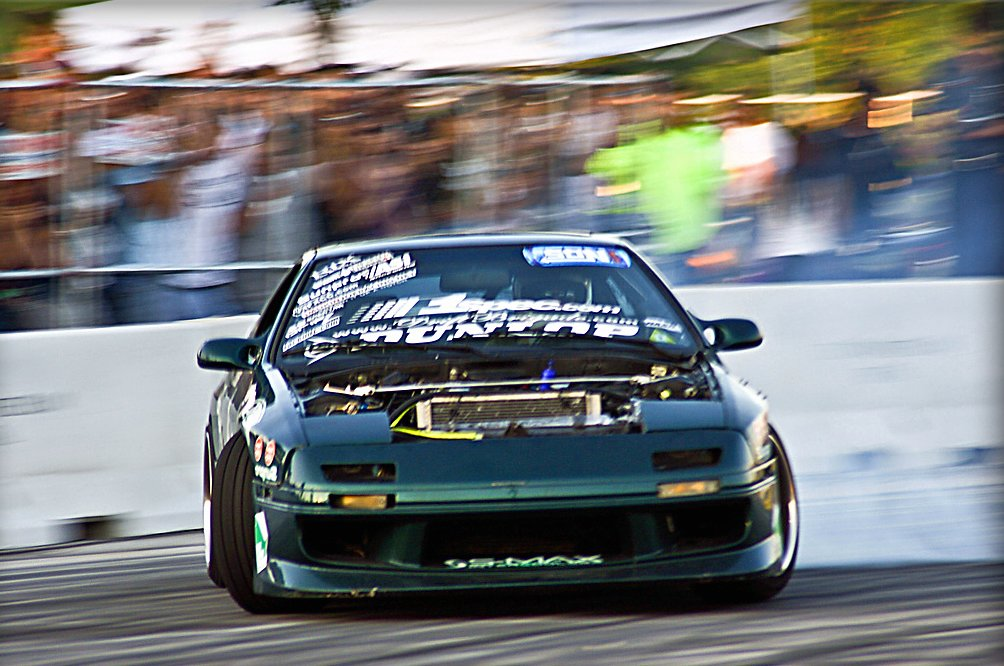
El Drift Phonk es un subgénero del phonk que está relacionado con la cultura del drifting y del JDM

El phonk se confunde a menudo con el "automotivo" (incorrectamente conocido y confundido con el "brazilian funk"), subgénero del funk carioca, un género musical brasileño que surgió con la popularización de los "paredões de som" y el funk brasileño no tiene nada que ver con el phonk ya que nunca se relacionan. los autos equipados con potentes sistemas de sonido se convirtieron en el centro de fiestas y encuentros 
El phonk tiene esa esencia. se creó para que se sienta la sensación, de transmitir vibras, sentimientos, motivación, nostalgia por la razón que crearon el drift phonk y otros subgéneros

## Historia del phonk
A menudo definido como el «sonido de la generación z», el phonk se inspiró en el trap con raíces en el sur de Estados Unidos de mediados de los 90.
Artistas o grupos musicales como DJ Screw, X-Raided, Phonk Beta, DJ  Squeeky y el colectivo Three 6 Mafia fueron los precursores del phonk, junto con el chopped and screwed de Houston. Si bien el phonk más puro se extinguió a finales de los años 2000, tuvo un resurgimiento a principios de los años 2010.
Este resurgimiento fue fruto de versiones más oscuras y ominosas de la música trap. Surgió de músicos clave como SpaceGhostPurrp, DJ Smokey y Mr. Sisco. En Rusia se empezó a desarrollar un subgénero del Phonk denominado "Drift Phonk", basado en la cultura del Drifting.
La palabra Phonk fue popularizada por SpaceGhostPurrp, quien lanzó pistas como Pheel Tha Phonk, Bringin 'Tha Phonk y Keep Bringin' Tha Phonk. Los canales de YouTube TRILLPHONK, Emotional Tokyo, Sad Soundcloud, Ryan Celsius y rare también ayudaron a popularizar el género. La música presentaba samples espeluznantes, cajas distorsionadas y un extremo bajo que dominaba la mezcla. Los productores de Phonk continuaron impulsando este sonido en el mundo underground, antes de que el género ganara un impulso real a mediados de la década de 2010. A fines de 2019, el phonk había evolucionado para volverse más contemporáneo, alejándose del "sonido áspero, oscuro y orientado a Memphis" e incluyendo voces y estética más modernas, sacando a la luz más jazz y hip hop clásico. Entre 2016 y 2018, el phonk fue uno de los géneros más escuchados en SoundCloud, con el hashtag #phonk entre los más populares cada año.

## Características del Phonk
Sus principales características son las pistas de voz desaceleradas, graves y reverberadas con algunos filtros de frecuencia altos y bajos. Las melodías principales se hacen con cowbells con 808 saturados o distorsionados, las sidechains también son bastante utilizadas en las pistas de sintetizadores, que también suelen ser samples de otras canciones a
.
Lo peculiar del phonk es el hecho de que no está anclado a una escena regional concreta: esto es así debido a su difusión, que principalmente es a través de SoundCloud y YouTube, que son plataformas en línea que permiten un consumo mundial. Gracias a que SoundCloud destaca los subgéneros derivados de hip hop y pop experimental, el Phonk ha ido creciendo tras 2019.
El artista de phonk Lowpocus declaró en una entrevista en 2017: «Lo fascinante del phonk es que estos artistas provienen de todo el mundo: puedes encontrar productores de phonk en Canadá, Estados Unidos, Francia e incluso en Rusia!» Otros artistas asociados con el phonk son: Suicideboys, Freddie Dredd,  LXST CXNTURY, Playa phonk, Terikayi Boyz, DJ Smokey, Soudiere, Mythic, DJ Yung Vamp, NxxxxxS, Kordhell, MC ORSEN y Ghostface Playa.

## Subgéneros y audiencia
Uno de los subgéneros más populares del Phonk es el Drift Phonk surgido en Rusia en los años 2020. Este subgénero combina un Phonk moderno con la cultura del drift. Se caracteriza por el uso de bajos agudos, cencerros y sonidos distorsionados, haciendo que la letra de las muestras sea a menudo irreconocible. Una de las canciones precursoras del Drift Phonk es Tokyo Drift de Teriyaki Boyz (2006). Los artistas más destacados del Drift Phonk son LXST CXNTURY (Bielorussia), KUTE (Rusia), Moondeity (Ucrania), INTERWORLD (Rusia), MUPP (Rusia), Kaito Shoma (Rusia), MC Orsen (Rusia), SHADXWBXRN (Rusia) Kordhell (Reino Unido), Pharmacist (Rusia), PLAYAMANE (Argentina) y KSLV (Rusia/Alemania).
.
Muchos fanes de la era dorada del Phonk (2012-2017) consideran que el Drift Phonk no respeta las raíces ni la tradición del Phonk original, y que su enfoque en el rendimiento de automóviles y la adrenalina va en contra de la cultura y la estética del Phonk original. Además, algunos críticos argumentan que el Drift Phonk no tiene el mismo enfoque en la producción de beats y samples que caracteriza el Phonk original, y que su énfasis en la música electrónica y la moda es una forma de desviarse de la tradición original.
Otro subgénero muy cuestionado y polémico es el Brazilian Phonk, una fusión del Drift phonk con funk carioca electrónico bastante agresiva y que, por errores de etiquetamiento, se ha confundido mucho con el funk carioca (en concreto con el Automotivo) y el Trollface funk, otra variante del funk carioca muy usada en los edits de TikTok de Trollface. Al estar influenciado por el Drift phonk que ya estaba criticado, el Brazilian phonk se enfrentó a una situación más dura y recibió mucho odio por su confusión con otros géneros brasileños.
La audiencia del Phonk es reducida, pues se trata de un estilo hoy en día poco convencional, pero que va creciendo progresivamente. Su audiencia se encuentra dispersa por todo el mundo (aunque una escala reducida), sobre todo en comunidades afines a la cultura drift. Su mayor núcleo de oyentes se concentra en Memphis y Houston, en los Estados Unidos. También existe una gran comunidad de oyentes eslavos, sobre todo rusos, serbios y polacos. 
La estética de los videoclips de Phonk (Lo-fi, con apariencia de los años 90, con presencia de neones, aunque algunas veces con un aspecto vintage y un formato 4:3 de imagen lo que la hace parecer un clip antiguo) han ido atrayendo al género a seguidores del Vaporwave. Ha cosechado mucha popularidad en este tiempo y cada vez son más los artistas que experimentan con esos sonidos para crear nuevas canciones.